# Guillaume Dupré (Medailleur)

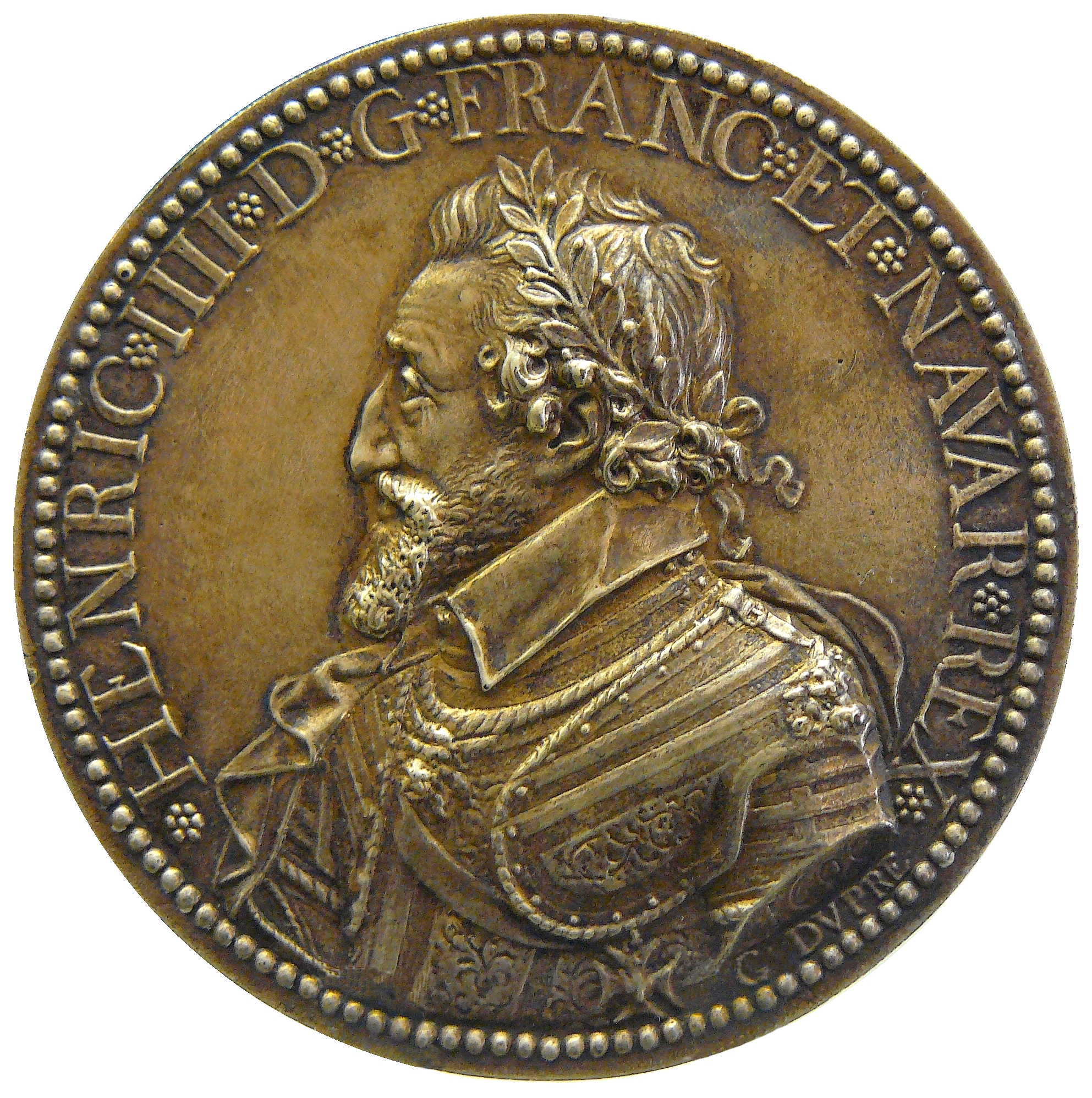
Medaille auf Henri IV.

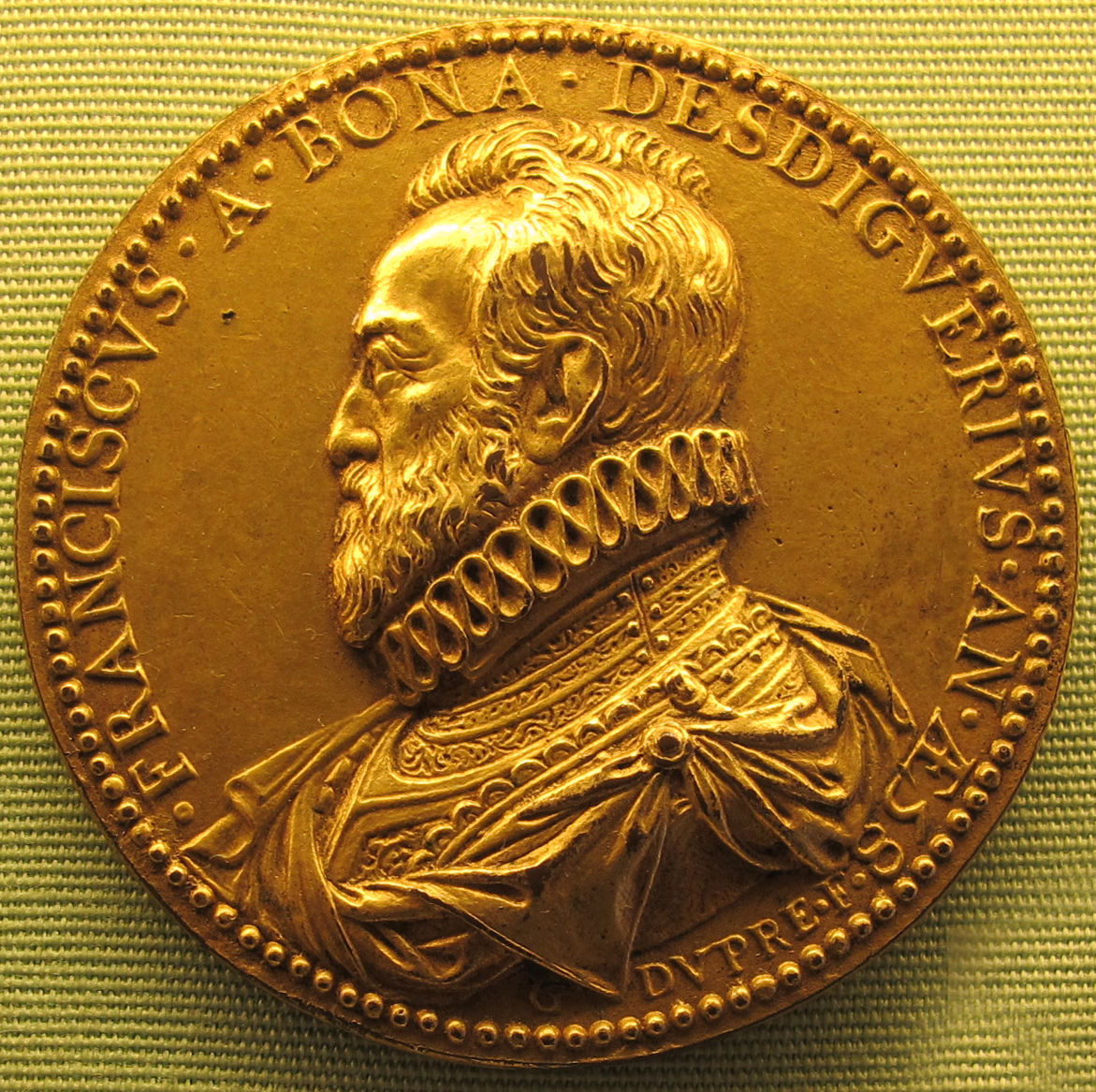
Medaille auf François de Bonne, Duc de Lesdiguières, 1600

Guillaume Dupré (* 1576 in Sissonne bei Laon; † 8. Juni 1643 in Paris) war ein französischer Bildhauer, Medailleur und Münzmeister  sowie Gemmenschneider.

## Leben
Guillaume Dupré war ein Schüler des Bildhauers Barthélemy Prieur, dessen Tochter Madeleine Prieur er 1600 oder 1601 heiratete. Dupré war vor allem auf den Gebieten der Bildhauerei und Gießerei tätig. Am Hofe König Henri IV. wurde er sculpteur ordinaire (1597). 1604 erhielt er mit Jean Pillon das Amt eines contrôleur des poinçons et effigies des Monnaies de France, seit 1616 hatte er dieses alleine inne. 1611 wurde er als Nachfolger von Barthélemy Prieur Premier sculpteur du Roi. 1612 unternahm er eine Reise nach Italien. 1629 erhielt er den Titel eines Commissaire général de l'Artillerie.
Sein Sohn und Schüler Abraham Dupré (1604–1647) war gleichfalls als Medailleur tätig.